# Santa Teresa, Guanajuato kommun
Santa Teresa är en ort i Mexiko.   Den ligger i kommunen Guanajuato och delstaten Guanajuato, i den centrala delen av landet, 280 km nordväst om huvudstaden Mexico City. Santa Teresa ligger 1 910 meter över havet och antalet invånare är 4 813.
Terrängen runt Santa Teresa är kuperad norrut, men söderut är den platt. Terrängen runt Santa Teresa sluttar söderut. Runt Santa Teresa är det ganska tätbefolkat, med 160 invånare per kvadratkilometer. Närmaste större samhälle är Guanajuato, 8,8 km nordost om Santa Teresa. Trakten runt Santa Teresa består i huvudsak av gräsmarker.